# Anita Briem
Anita Briem (Reykjavík, 29 maggio 1982) è un'attrice islandese.
Ha recitato in film islandesi e in produzioni internazionali come I Tudors, dove ha interpretato, solo nella seconda stagione, Jane Seymour, la terza moglie di Enrico VIII. Inoltre ha avuto un ruolo da protagonista nel film Viaggio al centro della Terra nel 2008.

## Biografia
Anita Briem è nata in Islanda da due musicisti: il padre Gunnlaugur Briem era un batterista e la madre Erna Þórarinsdóttir una corista. Ha iniziato a recitare all'età di nove anni nel Teatro Nazionale dell'Islanda in un'opera di Astrid Lindgren, interpretando Ida in Emil i Lønneberg. Per lo stesso teatro ha interpretato successivamente Stulka in Kardemommu Town, Belka in Fiddler on the Roof e Sigga in Shooting Star. Si è trasferita a Londra all'età di 16 anni. Per il New End Theatre di Hampstead ha interpretato Varvara in Lenin in Love. Nel 2004 si è laureata alla Royal Academy of Dramatic Art, una tra le più rinomate scuole di teatro del mondo.

## Filmografia

### Cinema
- The Nun (La Monja), regia di Luis de la Madrid (2005)
- Cold Trail (Köld slóð), regia di Björn Br. Björnsson (2006)
- Viaggio al centro della Terra (Journey to the Center of the Earth), regia di Eric Brevig (2008)
- Everything Will Happen Before You Die, regia di Dan Finkel (2010)
- Dylan Dog - Il film (Dylan Dog: Dead of Night), regia di Kevin Munroe (2010)
- Elevator, regia di Stig Svendsen (2011)
- You, Me & The Circus, regia di Ty Hodges (2012)
- Salt and Fire, regia di Werner Herzog (2016)
- Queen of Hearts, regia di Ty Hodges - cortometraggio (2016)
- The Drone, regia di Jordan Rubin (2019)

### Televisione
- Doctors – serial TV, puntata 6x122 (2004)
- Doctor Who – serie TV, ep. 2x0 (2005)
- The Evidence – serie TV, 7 episodi (2006)
- I Tudors (The Tudors) – serie TV, 5 episodi (2008)
- Venjulegt fólk - serie TV, ep. 3x1 (2020)
- Ráðherrann - serie TV, 8 episodi (2020)

## Doppiatrici italiane
- Alessia Amendola in Viaggio al centro della Terra, Dylan Dog - Il film
- Emanuela D'Amico in I Tudors